# Sven Müller (autocoureur)
Sven Müller (Mainz, 7 februari 1992) is een Duits autocoureur.

## Career
Müller begon zijn carrière in het karting in 2004, waar hij tot 2009 actief bleef.
In 2010 begon Müller in het formuleracing in de ADAC Formel Masters voor het team Eifelland Racing. Hij eindigde zijn eerste seizoen in het kampioenschap als negende.
In 2011 bleef Müller in de ADAC Formel Masters rijden, maar stapte over naar het team ma-con Motorsport. Hij won vier races en eindigde twaalf keer op het podium, waarmee hij derde werd in het kampioenschap achter Pascal Wehrlein en Emil Bernstorff.
In 2012 stapte Müller over naar de Formule 3 Euroseries voor het Prema Powerteam. Met een overwinning op de Hockenheimring eindigde hij als zesde in het kampioenschap. Ook reed hij de Masters of Formula 3 en de Grand Prix van Macau voor Prema. In de Masters eindigde hij als tiende, terwijl hij in Macau als negentiende de finish behaalde.
In 2013 stapt Müller over naar het nieuwe Europees Formule 3-kampioenschap voor ma-con.
In 2016 won Müller het Porsche Supercup seizoen 2016 in een Porsche 991 GT3 Cup.